# May (film)
Pour plus de détails, voir Fiche technique et Distribution.
Pour les articles homonymes, voir May.
May est un slasher et un film d'horreur américain réalisé par Lucky McKee, sorti en 2002.

## Synopsis
May Dove Canady est une jeune fille timide et perturbée qui n'a jamais connu l'amitié ou l'amour. Elle vit seule avec une mystérieuse poupée, Soozy, offerte par sa mère lorsqu'elle était petite fille. Lassée de sa solitude, elle rencontre et aime diverses personnes dont Adam, un mécanicien et Polly, la secrétaire lesbienne avec laquelle elle travaille chez un vétérinaire. Mais toutes ces aventures se finissent mal : Adam la croit folle, Polly la trompe. Elle décide alors de prendre au mot sa mère qui lui avait dit en lui offrant Soozy : « si tu ne peux pas te faire d'amis, fabriques-en un » et, tel Frankenstein, récupère les plus belles parties de ses connaissances pour créer un ami parfait.

## Fiche technique
- Titre : May
- Réalisation : Lucky McKee
- Scénario : Lucky McKee
- Production : Marius Balchunas, Scott Sturgeon, Richard Middleton, Eric Koskin et John Veague
- Sociétés de production : 2 Loop Films et A Loopy Production LLC
- Budget : 500 000 dollars
- Musique : Jaye Barnes Luckett
- Photographie : Steve Yedlin
- Montage : Debra Goldfield, Rian Johnson et Chris Sivertson
- Décors : Leslie Keel
- Costumes : Mariano Díaz et Marcelo Pequeño
- Pays d'origine : États-Unis
- Format : Couleurs - 1,85:1 - Dolby Surround - 35 mm
- Genre : Horreur
- Durée : 93 minutes
- Dates de sortie : 13 janvier 2002 (festival de Sundance), 6 juin 2003 (États-Unis), 10 mars 2004 (France)
- Film interdit aux moins de 16 ans lors de sa sortie en France

## Distribution
- Angela Bettis (VF : Marie Giraudon) : May Dove Canady
- Jeremy Sisto (VF : Cédric Dumond) : Adam Stubbs
- Anna Faris (VF : Sylvie Jacob) : Polly
- James Duval : Blank
- Nichole Hiltz : Ambrosia
- Kevin Gage : le père de May
- Merle Kennedy : la mère de May
- Chandler Riley Hecht : May enfant
- Rachel David : Petey
- Nora Zehetner : Hoop
- Will Estes : Chris, le colocataire d'Adam
- Roxanne Day (VF : Virginie Méry) : Buckle
- Samantha Adams : Lucille
- Brittney Lee Harvey : Diedre
- Connor Matheus : le garçon du jardin d'enfants

## Autour du film
- Le tournage s'est déroulé du 29 août au 6 octobre 2001 à Los Angeles.
- À noter, une petite apparition du réalisateur (non créditée) dans le rôle d'un homme dans l'ascenseur, ainsi que son père, Mike McKee, dans celui du Docteur Wolf, l'optométriste.
- Erreur du film : quand May fait de la couture il n'y a pas de fil dans la machine à coudre.

## Bande originale
- Deviation on a Theme, interprété par Jaye Barnes Luckett
- Do You Love Me Now?, interprété par The Breeders
- Where Did the Home Team Go, interprété par The Kelley Deal 6000
- When He Calls Me Kitten, interprété par The Kelley Deal 6000
- Oh!, interprété par The Breeders
- Happy Birthday to You, composé par Mildred J. Hill et Patty S. Hill
- September Bossa, interprété par Angelo Metz
- Hanky Panky, interprété par Tommy James et The Shondells
- The Propeller Plane Crash, interprété par H is Orange
- Bullet Point, interprété par H is Orange
- Prowler, interprété par Alien Tempo Experiment 13
- Made to Love You, interprété par Alien Tempo Experiment 13
- Autopheresis, interprété par Alien Tempo Experiment 13
- Frox, interprété par Alien Tempo Experiment 13
- Weighting, interprété par Alien Tempo Experiment 13
- New Year's Evil, interprété par Alien Tempo Experiment 13
- Half-Sick of Shadows, interprété par Alien Tempo Experiment 13
- Hot Little Hands, interprété par The Wedding's Off
- High Wire Walking, interprété par The Strangels
- Waiting for Tomorrow, interprété par Thrill My Wife

## Récompenses
- Prix du meilleur scénario et meilleure actrice (Angela Bettis), ainsi que nomination au prix du meilleur film, lors du Festival international du film de Catalogne 2002.
- Corbeau d'argent de la meilleure actrice pour Angela Bettis, lors du Festival du film fantastique de Bruxelles 2003.
- Prix Première lors du festival Fantastic'Arts de Gérardmer 2003.
- Prix du meilleur film, meilleur scénario et meilleure actrice (Angela Bettis), lors de la semaine du film fantastique de Malaga 2003.
- Nomination au prix de la meilleure sortie DVD, lors de l'Académie des films de science-fiction, fantastique et horreur 2004.